# 人形館の殺人
『人形館の殺人』（にんぎょうかんのさつじん）は、推理作家綾辻行人による長編推理小説。館シリーズの第4作である。

## あらすじ
「私」、飛龍想一は、育ての母である叔母とともに実父・飛龍高洋が残した「緑影荘」に引っ越すために京都を訪れる。その屋敷は本邸の日本家屋には部品の一つが欠落したマネキンが随所に配置され、また離れの洋館はアパートとして貸し出されていたが改築時に中村青司が携わったという噂があった。
しかし、近所では通り魔殺人事件が発生、さらに私のもとにも奇怪な手紙が届き、そのころから次々と奇妙な出来事が起こり始める。
私の命を狙う人物とは誰なのか? 恐怖に駆られた私は、大学時代の友人・島田潔に助けを求める。

## 登場人物
飛龍 想一
「私」。画家。
飛龍 高洋
彫刻家。想一の父。半年前に自殺。
飛龍 実和子
想一の母。28年前に事故死。
池尾 沙和子
想一の養母。実和子の妹。

水尻 道吉
アパート・緑影荘の管理人。
水尻 キネ
道吉の妻。
辻󠄀井 雪人
本名・森田行雄。自称・作家。緑影荘の住人。想一の又従兄弟。
倉谷 誠
K**大学理学部の大学院生。緑影荘の住人。
木津川 伸造
マッサージ師。緑影荘の住人。
架場 久茂
K**大学助手。想一の友人。
道沢 希早子
K**大学文学部の大学生。
島田 潔
探偵。想一の友人。

## 書籍情報
- 講談社ノベルス：1989年4月5日、ISBN 4-06-181420-6
- 講談社文庫：1993年5月15日、ISBN 4-06-185388-0
- 講談社文庫（新装改訂版）：2010年8月12日、ISBN 978-4-06-276716-3

## 館シリーズ
- 十角館の殺人（1987年9月）
- 水車館の殺人（1988年2月）
- 迷路館の殺人（1988年9月）
- 人形館の殺人（1989年4月）
- 時計館の殺人（1991年9月）
- 黒猫館の殺人（1992年4月）
- 暗黒館の殺人（2004年9月）
- びっくり館の殺人（2006年3月）
- 奇面館の殺人（2012年1月）